# Lijst van rijksmonumenten in Schagen (plaats)
De plaats Schagen telt 25 inschrijvingen in het rijksmonumentenregister. Hieronder een overzicht.
| Object | Oorspronkelijke functie? | Bouwjaar                  | Architect            | Locatie                             | Coördinaten?                  | Nr.?   | Afbeelding                                                                        |
| --- | ------------------------ | ------------------------- | -------------------- | ----------------------------------- | ----------------------------- | ------ | --------------------------------------------------------------------------------- |
| Pand met tuitgevel in gele steen met rode vlechtingen; toppinakel | Werk-woonhuis            | 18e eeuw                  |                      | Gedempte Gracht 23                  | 52° 47' 13" NB, 4° 47' 54" OL | 33050  | Meer afbeeldingen                                                                 |
| Pand met gepleisterde trapgevel; toppinakel op gebeeldhouwd kraagsteentje. Begane grond met zesruitsschuifvensters; op de verdieping een vijftienruitsvenster                                                                         | Werk-woonhuis            | 17e eeuw                  |                      | Loet 11                             | 52° 47' 8" NB, 4° 47' 43" OL  | 33051  | Meer afbeeldingen                                                                 |
| Stolphoeve met ver uitgebouwd vooreind, dat eindigt tegen een klokgevel met natuurstenen aanzetvoluten en gebogen fronton. Gevelsteen en twee stenen met jaartal                                                                      | Boerderij                | 1671                      |                      | Loet 14                             | 52° 47' 8" NB, 4° 47' 40" OL  | 33052  | Meer afbeeldingen                                                                 |
| Pand met rechte gevel. Voordeur met bovenlicht in eenvoudige omlijsting | Woonhuis                 | ca. 1800                  |                      | Loet 20                             | 52° 47' 8" NB, 4° 47' 37" OL  | 33053  | Meer afbeeldingen                                                                 |
| Pand met gemutileerde trapgevel. Fries met siermetselwerk gevat tussen twee gebeeldhouwde leeuwenkoppen. Natuurstenen hoekblokken. Twee geprofileerde dekplaten van de trapgevel nog aanwezig. Zadeldak met wolfeinden                | Woonhuis                 | 17e eeuw                  |                      | Loet 22                             | 52° 47' 7" NB, 4° 47' 37" OL  | 33054  | Meer afbeeldingen                                                                 |
| Opslagplaats van gemutileerde trapgevel | Werk-woonhuis            | 17e eeuw                  |                      | Loet 24                             | 52° 47' 7" NB, 4° 47' 37" OL  | 33055  | Meer afbeeldingen                                                                 |
| Pand met lijstgevel voorzien van consoles en een driehoekig fronton als bekroning | Werk-woonhuis            | 18e/19e eeuw              |                      | Markt 2                             | 52° 47' 13" NB, 4° 47' 46" OL | 33056  | Pand met lijstgevel voorzien van consoles en een driehoekig fronton als bekroning |
| Pand met grotendeels vernieuwde trapgevel. Twee ronde zoldervensters met natuurstenen omlijstingen | Woonhuis                 | 1692                      |                      | Markt 3                             | 52° 47' 13" NB, 4° 47' 47" OL | 33057  | Meer afbeeldingen                                                                 |
| St. Christoforus | Kerk en kerkonderdeel    | 1883 (gewijd)             | A. Tepe              | Molenstraat 2                       | 52° 47' 14" NB, 4° 48' 3" OL  | 33058  | Meer afbeeldingen                                                                 |
| Kasteeltorens. Omgracht terrein, waarop twee ronde hoektorens met rondboogfriezen en achtzijdige spitsen; enige overblijfsels van het door een bastaardzoon van Albrecht van Beieren gestichte en in 1920 afgebroken Slot van Schagen | Kasteel, buitenplaats    | ca. 1394 (overblijfselen) |                      | Slotplein bij 1                     | 52° 47' 8" NB, 4° 47' 49" OL  | 33059  | Meer afbeeldingen                                                                 |
| Stolphoeve met ver uitgebouwd vooreind, voorzien van houten geveltop. Blijkens gevelsteen eertijds wees- en armenhuis | Boerderij                | 18e eeuw                  |                      | Noord 118                           | 52° 47' 26" NB, 4° 47' 35" OL | 33060  | Meer afbeeldingen                                                                 |
| Terrein waarin terp | Archeologisch monument   | middeleeuwen              |                      | Hemkewerf                           | 52° 47' 41" NB, 4° 46' 15" OL | 45928  | Upload foto                                                                       |
| Terrein waarin terp | Archeologisch monument   | middeleeuwen              |                      | De Hale                             | 52° 47' 26" NB, 4° 46' 26" OL | 45929  | Upload foto                                                                       |
| Terrein waarin terp | Archeologisch monument   | middeleeuwen              |                      | Corneliswerverweg/ Cornelissen werf | 52° 46' 36" NB, 4° 46' 57" OL | 45930  | Upload foto                                                                       |
| Terrein waarin terp | Archeologisch monument   | middeleeuwen              |                      | Avendorp                            | 52° 46' 40" NB, 4° 47' 41" OL | 45931  | Terrein waarin terp                                                               |
| Terrein waarin terp | Archeologisch monument   | middeleeuwen              |                      | Tjallewal-Bonkelaarsdijk            | 52° 46' 25" NB, 4° 47' 56" OL | 45932  | Terrein waarin terp                                                               |
| Terrein waarin terp/verhoogde woonplaats | Archeologisch monument   | middeleeuwen              |                      | Schoenmakersweg/Nes                 | 52° 47' 33" NB, 4° 48' 39" OL | 45933  | Upload foto                                                                       |
| Terrein waarin terp | Archeologisch monument   | middeleeuwen              |                      | Nes/Nes                             | 52° 47' 36" NB, 4° 48' 47" OL | 45934  | Terrein waarin terp                                                               |
| Terrein waarin terp | Archeologisch monument   | middeleeuwen              |                      | LangeSnevert / ?t Hogeland          | 52° 47' 13" NB, 4° 48' 54" OL | 45935  | Upload foto                                                                       |
| Terrein waarin terp | Archeologisch monument   | middeleeuwen              |                      | Lutjewallerweg                      | 52° 47' 3" NB, 4° 49' 27" OL  | 45936  | Upload foto                                                                       |
| Terrein waarin terp | Archeologisch monument   | middeleeuwen              |                      | De Miede/Lutjewallerweg             | 52° 46' 54" NB, 4° 49' 37" OL | 45937  | Upload foto                                                                       |
| Terrein waarin terp | Archeologisch monument   | middeleeuwen              |                      | Lutjewallerweg                      | 52° 46' 46" NB, 4° 49' 40" OL | 45938  | Upload foto                                                                       |
| Voormalig transformatorstation | Nutsbedrijf              | 1943                      |                      | Grotewallerweg 2B                   | 52° 46' 57" NB, 4° 48' 29" OL | 495691 | Meer afbeeldingen                                                                 |
| Villa met invloeden van art nouveau | Woonhuis                 | 1907                      | J.R. Vlaming         | Laan 23                             | 52° 47' 9" NB, 4° 48' 3" OL   | 495697 | Meer afbeeldingen                                                                 |
| Nederlands Hervormde Kerk | Kerk en kerkonderdeel    | 1895-1897                 | J.A.G. van der Steur | Markt 23A                           | 52° 47' 12" NB, 4° 47' 47" OL | 495703 | Meer afbeeldingen                                                                 |